# Teksla
Teksla (norwegisch für Küferbeil, in Australien Norris Island) ist die größte Insel des Colbeck-Archipels vor der Mawson-Küste des ostantarktischen Mac-Robertson-Lands.
Norwegische Kartographen, die sie auch benannten, kartierten sie anhand von Luftaufnahmen der Lars-Christensen-Expedition 1936/37. Australische Wissenschaftler benannten sie dagegen 1960 nach dem Physiker D. Norris, der 1959 auf der Mawson-Station zur Untersuchung des Polarlichts tätig war.